# 28869 Chaubal
28869 Chaubal è un asteroide della fascia principale. Scoperto nel 2000, presenta un'orbita caratterizzata da un semiasse maggiore pari a 2,6284591 UA e da un'eccentricità di 0,0775153, inclinata di 3,88485° rispetto all'eclittica.